# Denis Ulanov
Denis Ulanov (en kazajo: Денис Уланов; Zyrianovsk, 28 de octubre de 1993) es un deportista kazajo que compite en halterofilia. Participó en los Juegos Olímpicos de Río de Janeiro 2016, obteniendo una medalla de bronce en la categoría de 85 kg.

## Palmarés internacional
| Juegos Olímpicos | Juegos Olímpicos        | Juegos Olímpicos  | Juegos Olímpicos |
| Año              | Lugar                   | Medalla           | Categoría        |
| ---------------- | ----------------------- | ----------------- | ---------------- |
| 2016             | Río de Janeiro (Brasil) | Medalla de bronce | 85 kg            |